# Station Polanica-Zdrój
Station Polanica-Zdrój is een spoorwegstation in de Poolse plaats Polanica-Zdrój.